# Campylocentrum natalieae
Campylocentrum natalieae  é uma espécie de orquídea, família Orchidaceae, encontrada em Bolívar, na Venezuela. Trata-se de planta epífita, monopodial, cujas inflorescências brotam do nódulo do caule oposto à base da folha. As flores são minúsculas, de sépalas e pétalas livres, e nectário parte de trás do labelo.

## Publicação e histórico
- Campylocentrum natalieae Carnevali & I.Ramírez, BioLlania, Ed. Espec. 6: 282 (1997).

Não foi possível apurar qualquer outra informação sobre esta espécie.